# Волферс, Кес
Корнелис Ян (Кес) Волферс (нидерл. Cornelis Jan "Kees" Wolfers; 18 апреля 1927, Арнем — 10 августа 1976, Стокгольм) — нидерландский футболист, игравший на позициях центрального и правого полусреднего нападающего, выступал за команды «Би Квик», «Аякс» и ИФК Стокгольм.

## Спортивная карьера
В возрасте 16 лет вступил в футбольный клуб «Аякс». Помимо футбола играл также в бейсбол — в сезоне 1943/44 в составе третьей бейсбольной команды «Аякса» стал чемпионом среди резервных команд. В 1946 году перешёл в клуб «Би Квик» из Зютфена. В чемпионате Нидерландов дебютировал 22 сентября 1946 года в матче против «Квика» и отметился забитым голом. В команде играл на позиции центрального нападающего. В апреле 1947 года подал запрос на возвращение в «Аякс».
В основном составе «Аякса» дебютировал 28 сентября 1947 года в гостевом матче чемпионата против клуба «’т Гой», сыграв на позиции правого полусреднего нападающего. Счёт в матче открыли гости — на 5-й минуте отметился Геррит Фишер, однако футболисты из Хилверсюма быстро сравняли счёт, отличился Бланкенстейн. На последних минутах встречи гол Волферса принёс его команде победу — 1:2. В следующем туре забил два гола в ворота «Харлема» — на домашнем стадионе «Де Мер» амстердамцы разгромили гостей со счётом 5:0. 19 ноября на «Олимпийском» стадионе отметился голом в товарищеской игре против датского КБ, в той встрече «Аякс» одержал волевую победу со счётом 4:3. Во второй половине сезона 1947/48 практически не появлялся на поле в составе «Аякса» — за весь сезон Кес провёл в чемпионате семь игр и забил 5 голов. В последний раз за «красно-белых» в чемпионате сыграл 18 января 1948 года в матче с клубом «Зебюргия». В феврале того же года вызывался в молодёжную сборную Нидерландов вместе с Ринусом Михелсом и Кором ван дер Хартом.
В январе 1949 года было объявлено, что нападающий перешёл в «Витесс» из Арнема. В мае он сыграл в двух товарищеских матчах — против сборной военно-воздушных сил Нидерландов и клуба ВУК, но уже в июле стало известно, что Кес отозвал свою заявку на переход в «Витесс».
В 1952 году переехал в Швецию, в Стокгольм, где продолжил играть в футбол в местном клубе ИФК Стокгольм. На тот момент команда выступала в четвёртом дивизионе Швеции. Летом 1953 года, когда Кес забил три гола в ворота клуба АИК, шведские журналисты выяснили, что нидерландский нападающий не имел права играть, поскольку согласно регламенту чемпионата иностранным футболистам не разрешалось играть в их первый год проживания на территории Швеции. В итоге в июле Волферс получил дисквалификацию на месяц, а менеджер его клуба на три месяца. В августе, отбыв дисквалификацию, продолжил выступать за ИФК Стокгольм.

## Личная жизнь
Отец — Янюс Волферс, был родом из Гуса, мать — Энгелтье Блумендал, родилась в Зютфене. Родители поженились в августе 1925 года в Зютфене — на момент женитьбы отец был помощником фармацевта. Их семья проживала в Арнеме, где у них родилось два сына — Корнелис Ян и Дирк, а в 1937 году переехали в Гаагу, где родился их третий сын — Ян. С августа 1939 года жили в Амстердаме.
С 1952 года проживал в Стокгольме, где работал фрактователем в судоходной компании. В 1958 году, когда Стокгольм принимал чемпионат Европы по лёгкой атлетике, Волферс был гидом-переводчиком для нидерландских спортсменов.
Умер 10 августа 1976 года в Стокгольме в возрасте 49 лет.